# Pteronotus mesoamericanus
Pteronotus mesoamericanus är en fladdermus i familjen bladhakor som förekommer i Centralamerika. Populationen listades fram till 2010-talet som underart till Pteronotus parnellii.

## Utseende
Vuxna exemplar är 70 till 72 mm långa utan svans, svanslängden är 23 till 27 mm och vikten varierar mellan 16 och 19,5 g. Arten har 55 till 63 mm långa underarmar, bakfötter som är cirka 14 mm långa och 20 till 22 mm stora öron. De minsta exemplaren lever på Yucatánhalvön och de största hittas i utbredningsområdets södra del. Hela kroppen är täckt av ockrafärgade till bruna hår men undersidans hår har ljusa spetsar som ger intryck av frost. Angående andra kännetecken likar arten andra släktmedlemmar.

## Utbredning
Utbredningsområdet sträcker sig från Tehuantepecnäset i Mexiko till västra Nicaragua, västra Costa Rica och nordvästra Panama. Arten lever i låglandet och i bergstrakter upp till 2200 meter över havet. Den har torra och fuktiga skogar som habitat. Dessutom besöks galleriskogar och trädodlingar.

## Ekologi
Denna nattaktiva fladdermus föredrar stora kamrar i fuktiga grottor som gömställe under dagen. Den använder även övergivna gruvor som viloplats. Vid sovplatsen bildas kolonier med flera hundra medlemmar. Området som besöks under födosöket antas vara ganska stort. Fyndplatserna för samma individer hade upp till 2 km avstånd från varandra. Pteronotus mesoamericanus har fjärilar, skalbaggar, gräshoppor, steklar och andra insekter som byten. Den flyger närmare marken än andra bladhakor. Lätet som används för ekolokaliseringen består av en melodi och är 22 till 25 millisekunder långt. Energin är högst under andra melodin.
Antagligen har arten flera parningstider under året beroende på vädret. Före ungarnas födelse bildar honor egna kolonier i varma grottor som är skilda från hannarna.

## Hot
Arten fångas sällan i slöjnät som används för vetenskapliga undersökningar. Därför är populationens storlek okänd. IUCN listar arten som livskraftig (LC) på grund av den stora utbredningen. Dessutom finns flera skyddszoner i regionen.